# میربنکش
میربنکش، روستایی از توابع بخش رضویه شهرستان مشهد در استان خراسان رضوی ایران است.

## جمعیت
این روستا در دهستان میامی قرار دارد و براساس سرشماری مرکز آمار ایران در سال ۱۳۸۵، جمعیت آن ۲۷۶ نفر (۶۳خانوار) بوده‌است.